# Kakamigahara
Kakamigahara (japanska: 各務原市  ?, Kakamigahara-shi) är en stad i Gifu prefektur i Japan. Staden fick stadsrättigheter 1963.